# Superstrada S12
La superstrada S12 è una superstrada polacca che attraversa il Paese da ovest a est, da Piotrków Trybunalski a Dorohusk. Fa parte della strada europea E373.